# Martha Poma
Martha Poma Luque (Chiñaja, Bolivia; 19 de noviembre de 1964) es una política, ejecutiva y empresaria boliviana. Fue también senadora en la Asamblea Legislativa Plurinacional de Bolivia representando al Departamento de La Paz, en la legislatura 2010-2015, durante el segundo gobierno del Presidente Evo Morales Ayma

## Biografía
Martha Poma nació en la comunidad de Chiñaja del municipio de Ancoraimes en la provincia de Omasuyos del departamento de La Paz el 19 de noviembre de 1964. Poma es la hija única de 11 hermanos y tiene 4 hijos. 
Desde sus 4 años (1968), Poma vivió entre la ciudad de El Alto y la Provincia de Omasuyos. Hizo sus estudios primarios y secundarios en el colegio Henriette de la Chevalier de la ciudad de La Paz, saliendo bachiller en 1982. Desde 1992 hasta 2010 trabajó en el Centro Pachamama Pastoral Social Caritas permaneciendo en ese puesto durante 18 años.
Fue Secretaria general de la Asociación Artesanal “Pachamama”, ocupó cargos en juntas escolares, como también fue ejecutiva de la Confederación Nacional de Artesanos de Bolivia.

## Senadora de Bolivia
Fue profesora de técnicas (Artesanía) enseñando en diferentes escuelas del área urbana como del área provincial también. Antes de ser senadora de Bolivia fue una tejedora de prendas, elaborando diferentes productos como ser: chompas y guantes de lana de alpaca, pollerias, macremé, chamarrería y todo lo relacionado con la confección.
Martha Poma es dueña y propietaria de empresas de textiles y confecciones. En las Elecciones generales del 18 de diciembre de 2009 fue elegida senadora de Bolivia por el partido del Movimiento al Socialismo (M.A.S - I.P.S.P) representando al Departamento de La Paz en la Asamblea Legislativa Plurinacional de Bolivia, siendo posesionada en el cargo el 22 de enero de 2010.
El 4 de marzo de 2011, a raíz de los problemas ocasionados por los choferes alteños, Poma declaró ante la prensa que tomara acciones frente al alza de pasajes en la ciudad de El Alto por parte de los transportistas urbanos. 

"Ellos (transportistas) están haciendo lo que les da la gana, yo creo que nuestros hermanos vecinos no van a aceptar, los chóferes tienen que retroceder"
Senadora Martha Poma, (4 de marzo de 2011).

Sobre los problemas del gobierno de Evo Morales de nacionalizar autos chutos en 2011, el 21 de mayo la senadora Poma advirtió que al sector donde ella representa (artesanos) no está de acuerdo con ese plan de trabajo.
Durante la gestión 2012, Poma se desempeñó como presidenta de la Comisión de Economía Plural, Producción, Industria e Industrialización de la cámara de senadores de Bolivia. Durante su mandato como presidenta de dicha comisión explicó detalles sobre la ley de turismo aprobada el 7 de septiembre de 2012: 

"Bolivia es un país con una diversidad infinita de recursos turísticos, culturales y naturales, los cuales se constituyen en productos que pueden generar una oferta turística integral, capaz de motivar demandas interesantes de turismo responsable"
Senadora Martha Poma, (7 de septiembre de 2012).

El 8 de noviembre de 2012 es promulgada por el presidente de Bolivia Evo Morales la Ley de Promoción y Desarrollo Artesanal, ley que permite el acceso a financiamiento, capacitación, asistencia técnica y a mercados internacionales para los artesanos. La ley obliga a la creación de un "Registro Nacional Artesanal" para Bolivia, siendo esta para las diferentes asociaciones y cooperativas artesanales, además de la protección de los derechos de propiedades intelectuales individuales y grupales; la ley fue impulsada para su promulgación por la senadora Martha Poma.
Durante la gestión 2014 la senadora Poma nuevamente presiden la Comisión de Economía Plural, Producción, Industria e Industrialización de la cámara de senadores de Bolivia.
El 4 de abril de 2014, Poma recibió a varios dirigentes representantes de la avenida panorámica del Distrito Seis, Segunda Sección 16 de julio de la ciudad de El Alto, al objeto de coordinar proyectos de desarrollo para la urbe, aprovechando la oportunidad para las palabras de la senadora: 

"El Presidente está dando muchas obras, es por eso que ha financiado cuatro millones de dólares para la ciudad de El Alto y sus distritos, así como la entrega de la ‘Avenida Panorámica’; nosotros siempre vamos a transmitir la voz de ustedes y las puertas de la Asamblea Legislativa estarán abierta siempre"
Senadora Martha Poma, (4 de abril de 2014).